# 汊沽港站
汊沽港站位于中华人民共和国天津市武清区汊沽港镇，建于1996年。距北仓站30公里，距霸州站48公里。现为三等站。不办理客运业务；货运办理整车货物发到。